# Tor Arne Hetland
Tor Arne Hetland (n. 12 ianuarie 1974, Comuna Stavanger, Rogaland, Norvegia) este un schior de fond ce a reprezentat Norvegia, medaliat olimpic. A participat la 3 ediții ale Jocurilor Olimpice (1998, 2002, 2006) în care a câștigat o medalie de argint.